# Liście odziomkowe

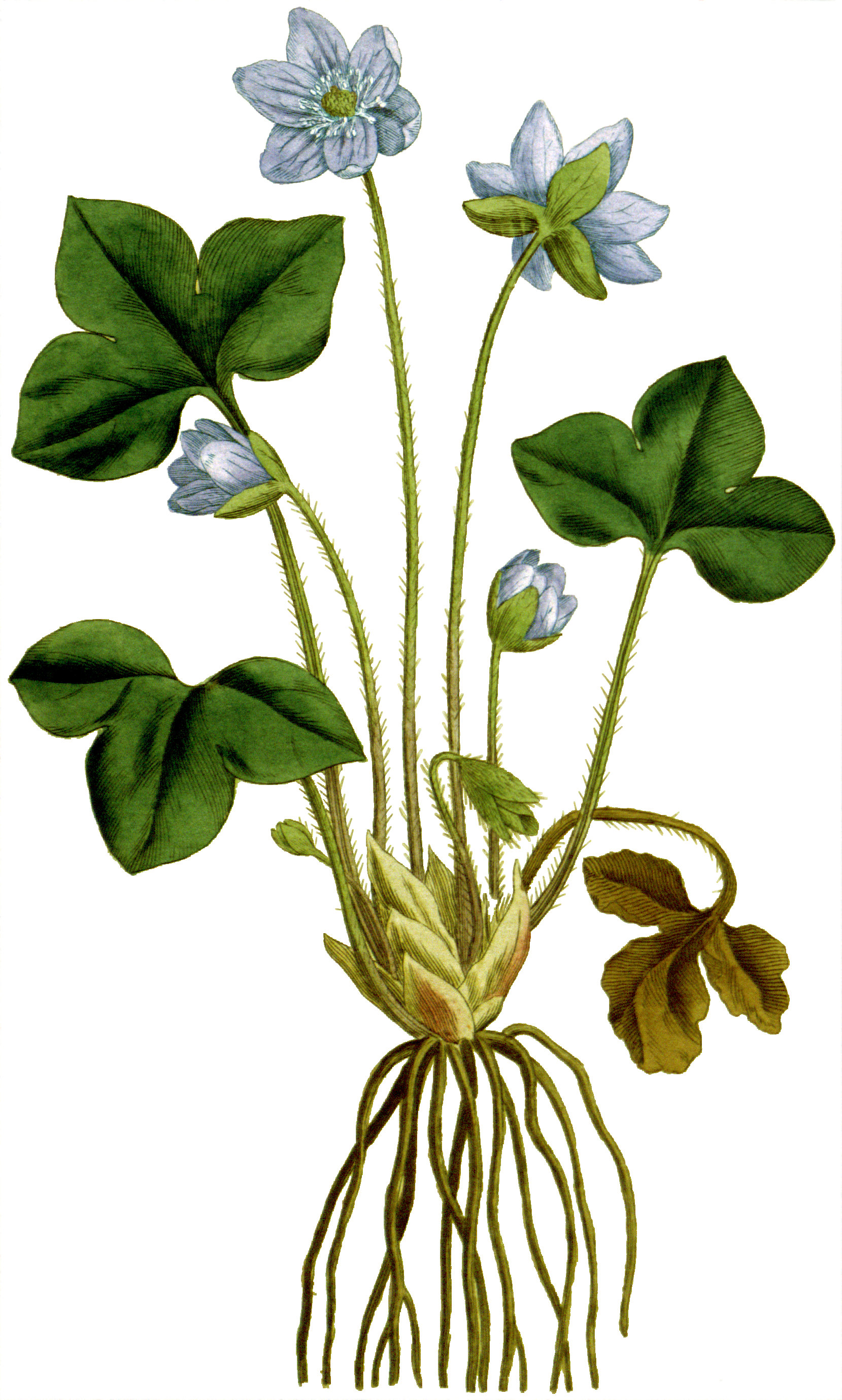
Liście odziomkowe przylaszczki pospolitej

Liście odziomkowe (łac. basalis, ang. basal) – liście, które wyrastają z modyfikacji łodygi – kłącza, podziemnej nasady łodygi, lub pełzających po ziemi rozłogów.
U niektórych roślin, np. pierwiosnków występują wyłącznie liście odziomkowe, u innych roślin występują też liście łodygowe. Czasami, jak np. u driakwi lśniącej i dzwonka wąskolistnego, kształt liści odziomkowych znacznie różni się od kształtu liści łodygowych.